# Roque Sáenz Peña

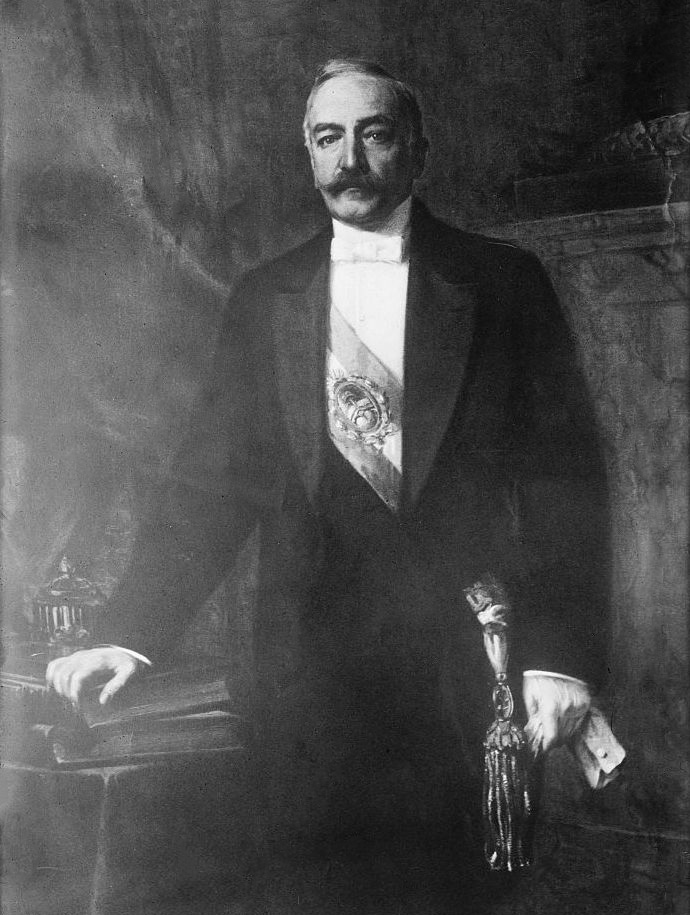
Roque Sáenz Peña

Roque Sáenz Peña Lahitte (Buenos Aires, 19 maart 1851 – aldaar, 9 augustus 1914) was president van Argentinië van 12 oktober 1910 tot 9 augustus 1914, toen hij stierf tijdens zijn presidentschap.
Hij werd geboren als zoon van Luis Sáenz Peña, president van 1892 tot 1895.
Na een carrière in het leger en als diplomaat werd hij in 1910 zelf president.
Hij was verantwoordelijk voor de beroemde Wet 8831, beter bekend als de Wet-Sáenz Peña, die het electorale systeem grondig wijzigde. Stemmen werd geheim, universeel en verplicht voor mannen. Hiermee kwam een einde aan de fraude bij de verkiezingen, gepleegd door de landbouwoligarchie, en zorgde voor de opkomst van de Unión Cívica Radical (Radicale Burgerunie) bij de eerste vrije verkiezingen in Argentinië.
- Bibliothèque nationale de France: cb121192921 (data)
- Gemeinsame Normdatei: 105524722X
- International Standard Name Identifier: 0000 0001 0056 3848
- Library of Congress Control Number: n94016092
- Nationale bibliotheek van Australië: 35821029
- Nationale Bibliotheek van Israël: 987007424884605171
- Nederlandse Thesaurus van Auteursnamen: 131065076
- Réseau des bibliothèques de Suisse occidentale: 02-A018337574
- Système universitaire de documentation: 149280092
- Trove: 1102738
- Virtual International Authority File: 2503918
- WorldCat: E39PBJpdMqp3kv3BGb3KjFJMT3